# نيكولا فارينا
نيكولا فارينا (بالفرنسية: Nicolas Farina)‏ (9 أغسطس 1986 متز فرنسا - ) هو لاعب كرة قدم فرنسي يلعب كلاعب وسط.

## روابط خارجية
- نيكولا فارينا على موقع الاتحاد الأوربي (الإنجليزية)
- نيكولا فارينا على موقع قاعدة بيانات كرة القدم.إي يو (الإنجليزية)
- نيكولا فارينا على موقع بيانات كرة القدم. دي إي (الألمانية)
- نيكولا فارينا على موقع Soccerway.com (الإنجليزية)
- نيكولا فارينا على موقع عالم كرة القدم.نت (الإنجليزية)